# Ponte de Santa Margarida do Sado
A Ponte de Santa Margarida do Sado é uma infra-estrutura rodoviária sobre o Rio Sado, situada junto à aldeia de Santa Margarida do Sado, e que liga os concelhos de Grândola e Ferreira do Alentejo, em Portugal.

## Descrição e história
A ponte transporta a Estrada Nacional 259 sobre o Rio Sado, estando situada no KM 20+490 daquela via rodoviária. É constituída por dois tramos metálicos apoiados de forma simples, sendo cada tramo formado por duas vigas principais no sistema Pratt, que são por seu turno divididas em oito painéis de 6,25 m. São travadas de forma transversal por treliças, criando uma estrutura com 8 m de altura por 5,9 de largura a eixo dos montantes e cordas, enquanto que o comprimento entre os eixos de apoio é de 50 m. As vigas principais estão unidas, na parte inferior, por uma grelha de vigas, na qual assenta o pavimento da ponte.
A estrutura foi inaugurada em 1938.
Em Novembro de 2006, chuvas fortes provocaram a subida do nível do Rio Sado, submergindo o tabuleiro da ponte, levando a fortes condicionamentos na circulação automóvel. Posteriormente foi alvo de um programa de restauro e de reforço por parte da empresa Tecnovia, que incluiu a substituição do tabuleiro e a instalação de juntas de dilatação, entre outras intervenções. Em 2010 foi construída uma nova ponte rodoviária sobre o Rio Sado nas imediações de Santa Margarida do Sado, como parte da auto-estrada A26. Em Abril de 2016 a mesma empresa fez trabalhos de reparação na estrutura, que levaram ao encerramento temporário da circulação. Em 2019, o presidente da Câmara Municipal de Beja, António Arsénio, foi entrevistado pelo jornal Correio Alentejo, tendo considerado a Ponte de Santa Margarida do Sado como uma «condicionante muito forte» em termos dos acessos rodoviários a Beja, devido à sua reduzida largura, afirmando que tinha recebido queixas por parte de várias empresas da região.